# Me han contado que existe un paraíso
Me han contado que existe un paraíso es el nombre del vigesimocuarto álbum de estudio del cantautor español José Luis Perales. Fue lanzado al mercado el 26 de diciembre de 2000 por la discográfica Sony Music, siendo el tercero bajo el sello Columbia Records.
De este álbum se desprende el sencillo: Es más joven que tú (2000)

## Listado de canciones
| N.º   | Título                                 | Duración |  |
| 1.    | «Me han contado que existe un paraíso» | 3:54     |  |
| 2.    | «La rutina»                            | 3:36     |  |
| 3.    | «Cómo decirte»                         | 3:13     |  |
| 4.    | «Se equivocó el azar»                  | 3:55     |  |
| 5.    | «Desamor»                              | 4:20     |  |
| 6.    | «Si supieras»                          | 4:23     |  |
| 7.    | «Es más joven que tú»                  | 3:32     |  |
| 8.    | «De no ser lo que soy»                 | 3:38     |  |
| 9.    | «Para saber de amor»                   | 4:38     |  |
| 10.   | «Te has quedado en mí»                 | 3:26     |  |
| 38:35 |                                        |          |  |

## Créditos y personal

### Músicos
- Bajo:
  - Julio Hernández (temas 1, 4, 7)
  - Jorge Casas (temas 3, 5,6, 8, 9)
- Batería: Lee Levine
- Piano:
  - Ricardo Eddy Martínez (temas 1, 2, 4, 7 y 10)
  - Raúl del Sol (temas 3, 5, 6, 8 y 9)
- Guitarras (eléctrica, steel guitar y nylon): René L. Toledo
- Coros: Rita Quintero, Lena Pérez, Raúl Midón
- Cuerdas: The Miami Symphonic Strings
- Arreglo de cuerdas: Ricardo Eddy Martínez
- Concertino: Alfredo Oliva

### Personal de grabación y posproducción
- Todas las canciones compuestas por José Luis Perales
- Editorial: Ediciones TOM MUSIC S.L.
- Compañía discográfica: Sony Music International (bajo el sello Columbia Records), A&R Development,  Nueva York, Estados Unidos
- Estudio de grabación: Crescent Moon y The Hit Factory Criteria; Miami, Estados Unidos
- Ingenieros de sonido: Erick Shilling y Carlos Álvarez
- Asistentes de sonido: Gustavo Bonnet y Toni Mardini
- Estudio de mezclado: The Hit Factory Criteria; Miami, Estados Unidos
- Ingeniero de mezclas: Carlos Álvarez
- Asistente de mezclas: Chris Carroll
- La voz de José Luis Perales fue grabada en  Eurosonic (Madrid) por Juan Vinader con la asistencia de Álvaro Laguna
- Grabación de las copias maestras: Vlado Meller
- Estudio de grabación de las copias maestras:Sony Music Studio; Nueva York, Estados Unidos
- Fotografías: Daniel Dicenta
- Estilista: Rubén Darío
- Diseño gráfico: Carlos Martín (Sony Music Entertainment Spain S.A.)

### Créditos y personal
- «DISCOGRAFÍA - ME HAN CONTADO QUE EXISTE UN PARAÍSO». joseluispereales.net. 2012. Archivado desde el original el 26 de abril de 2012. Consultado el 15 de enero de 2013.

- Datos: Q6008075